# Леонтин Сележан
Леонтин Сележан (рођен. Леон Силађи, 19. јун 1913—28. август 1966) био је румунски комунистички политичар и генерал у румунској војсци. био је министар националне одбране од 1955. до своје смрти 1966. године.